# Епархия Пуно
Епархия Пуно (лат. Dioecesis Puniensis) — епархия Римско-Католической церкви с центром в городе Пуно, Перу. Епархия Пуно входит в митрополию Арекипы. Кафедральным собором епархия Пуно является церковь Непорочного зачатия Пресвятой Девы Марии, имеющая статус малой базилики.

## История
7 октября 1861 года Римский папа Пий IX издал буллу «In procuranda universalis Ecclesiae», которой учредил епархию Пуно, выделив её из епархии Куско и архиепархии Ла-Паса. 3 августа 1957 года епархия Пуно передала часть своей территории в пользу территориальной прелатуре Хули.

## Ординарии епархии
- епископ Mariano Chacón y Becerra (17.06.1861 — 1864);
- епископ Juan María Ambrosio Huerta (2.11.1864 — 1875) — назначен епископом Арекипы;
- епископ Pedro José Chávez (25.07.1875 — 11.03.1879);
- епископ Juan Capistrano Estévanes (23.03.1880 — 1.10.1880);
- епископ Ismael Puyrredón (14.02.1889 — 29.11.1909);
- епископ Valentín Ampuero (16.03.1909 — 1919);
- епископ Fidel María Cosió y Medina (7.01.1923 — 14.05.1933);
- епископ Salvador Herrera y Pinto (21.12.1933 — 5.04.1948);
- епископ Alberto María Dettmann y Aragón (28.06.1948 — 6.02.1959) — назначен епископом Ики;
- епископ Julio González Ruiz (2.03.1959 — 1.07.1972);
- епископ Jesús Mateo Calderón Barrueto (3.11.1972 — 14.02.1988);
- епископ Jorge Pedro Carrión Pavlich (25.03.2000 — по настоящее время).

## Источник
- Annuario Pontificio, Libreria Editrice Vaticana, Città del Vaticano, 2003, ISBN 88-209-7422-3